# 奥本多夫
奥本多夫是奥地利布尔根兰州居辛县的一个市镇。总面积17.38平方公里，总人口1393人，人口密度80.1人/平方公里（2001年）。